# 포오포호

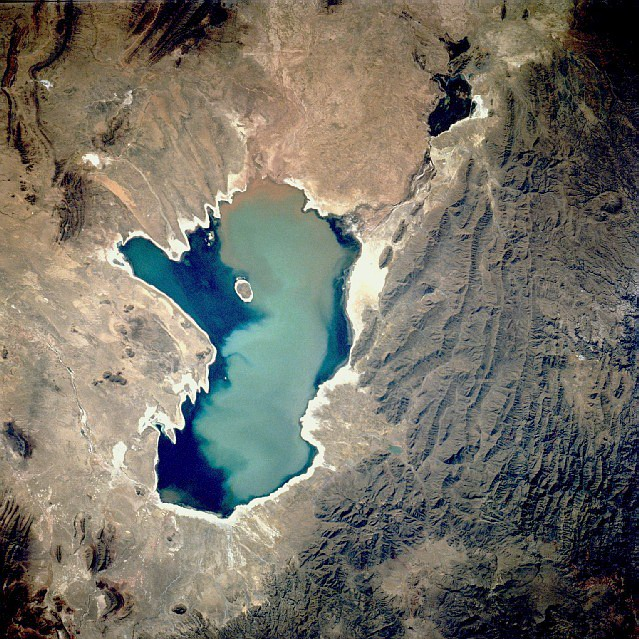
포오포호

포오포호(스페인어: Lago Poopó)는 볼리비아 오루로주 알티플라노고원에 있던 해발 약 3,700 m (12,100 ft)의 염호였다. 호수는 약 1,000 제곱킬로미터 (390 mi2)를 덮고 있었고 볼리비아에서 두 번째로 큰 호수였다. 이 호수는 알티플라노 북쪽 끝에 있는 티티카카호에서 흘러나오는 데사과데로강에서 대부분의 물을 공급받았었다. 호수에는 주요 유출구가 없고 평균 수심이 3 m (10 ft) 미만이었기 때문에 표면적은 계절에 따라 크게 달랐다.
2002년에 이 호수는 람사르 협약에 따라 보호 구역으로 지정되었다. 2015년 12월, 호수는 완전히 말라서 몇몇 습지만 남았다. 이 호수는 이전에 기록된 두 번의 건조 사례에서 복구되었지만, 2016년 기준으로도 복구 가능성이 낮다고 여겨진다. 말라버린 원인으로 기후 변화로 인한 가뭄으로 인해 안데스 빙하가 녹아 물이 없어진 것과 광산과 농업을 위해 계속해서 물을 사용한 것이 거론되고 있다.